# Shogo Sakai
Shogo Sakai (坂井 将吾 Sakai Shogo?), född 28 januari 1988 i Mie prefektur, är en japansk före detta fotbollsspelare.
Sakai började sin karriär 2006 i Montedio Yamagata. Han spelade 24 ligamatcher för klubben. Han avslutade karriären 2009.